# Thricops rostratus
Thricops rostratus är en tvåvingeart som först beskrevs av Meade 1882.  Thricops rostratus ingår i släktet Thricops och familjen husflugor. Arten är reproducerande i Sverige. Inga underarter finns listade i Catalogue of Life.